# Lucas Rijneveld
Lucas Rijneveld (20 d'abril de 1991 a Nieuwendijk, Països Baixos) és un escriptor neerlandès. Rijneveld va guanyar el Premi Booker Internacional de 2020, juntament amb la seva traductora Michele Hutchinson, per la novel·la de debut De avond is ongemak (La Incomoditat del vespre). És el primer autor neerlandès en guanyar el premi i el tercer en ser nominat, després de Tommy Wieringa (2019) i Harry Mulisch (2007). Rijneveld s'identifica alhora com a home i com a dona, i va adoptar el segon nom Lucas als dinou anys, després de patir assetjament escolar a l'institut.

## Biografia
Rijneveld va créixer en el si d'una familia de l'església protestant neerlandesa (Gereformeerde Kerken) en una granja del Brabant del Nord, als Països Baixos. Rijneveld assegura que per escriure la seva novel·la de debut es va inspirar parcialment en la mort del seu germà, que va tenir lloc quan l'autor tenia tres anys. Ha trigat sis anys en completar la novel·la.
Rijneveld va desenvolupar interès per la literatura després de llegir Harry Potter i la pedra filosofal prestat d'una biblioteca local. Com que al seu cercle familiar, la màgia era considerada tabú per motius religiosos, Rijneveld va copiar el llibre sencer al seu ordinador per poder rellegir-lo sense problemes un cop havia tornat el llibre a la biblioteca. Rijneveld també es declara fan de l'escriptor neerlandès Jan Wolkers, que considera com el seu referent.
Rijneveld va estudiar per esdevenir professor de neerlandès, però ho va deixar estar per poder escriure. Compagina la seva feina com a escriptor amb la feina en una granja de vaques.

## Obres
Novel·la
- 2018 - De avond is ongemak

Poesia
- 2015 - Kalfsvlies
- 2019 - Fantoommerrie

## Premis i reconeixmenets
- International Booker Prize, 2020.[6][12][3]
- Kalfsvlies, Premi C. Buddingh' de 2015 pel seu llibre de poesia Kalfsvlies.[13]
- ANV Debutantenprijs de 2019 a la millor primera novel·la.[14]